# Sepolcro
Sepolcro (auch Azione Sacra und Wiener Sepolcro) ist die selten gebrauchte Kurzform der Rappresentazione sacra al Santissimo Sepolcro. Es ist eine szenische, musikalische Aufführung (Rappresentazione) vor dem Heiligen Grab (al Santissimo Sepolcro). Diese musikalische Gattung ist als einzige autochthon auf dem Boden der kaiserlichen Hofmusikkapelle in Wien im 17. Jahrhundert entstanden. Zeitpunkt der jährlichen Aufführung war der Karfreitag oder Gründonnerstag. Der Hofkapellmeister Giovanni Valentini entwickelte sie in den 1640er Jahren. Während der Regentschaft Kaiser Leopolds I. wurde sie Teil des Hofzeremoniells der Karwoche. Bis 1660 gibt es nur vereinzelt Nachweise dieser Praxis. Von 1660 bis 1686 wurde am Gründonnerstag ein Sepolcro am Heiligen Grab in der Kapelle der Kaiserin Witwe Eleonora Magdalena Gonzaga von Mantua-Nevers aufgeführt. Am Karfreitag folgte ein Sepolcro in der Hofburgkapelle Kaiser Leopolds I. Beide Aufführungen wurden in Kostümen und mit einem Minimum an szenischer Aktion aufgeführt. In der Hofburgkapelle war hinter dem Grab ein Hintergrundprospekt aufgehängt, das von Lodovico Ottavio Burnacini entworfen worden war. Die Musik stammte von den amtierenden Hofkapellmeistern. Zahlreiche Vertonungen stammten von Antonio Draghi, weitere von Antonio Bertali, Pietro Andrea Ziani, Antonio Cesti und Giovanni Battista Pederzuoli. Auch Leopold II. schrieb bisweilen die Musik zu den Sepolcri, wie 1660 Il Sagrifizio d’Abramo und 1668 Il Lutto dell’Universo. Im Gegensatz zu den zweiteiligen, konzertant aufgeführten Oratorien, die in der Fastenzeit aufgeführt wurden, waren die Sepolcri einteilig.
Inhaltlich reflektierten sie den Tod Christi. Protagonisten waren zum einen damit verbundene Personen, zusätzlich oder anstelle dieser wurden auch allegorische Personifikationen dargestellt. Die Libretti stammten ab 1669 von Hofdichter Nicoló Minato. Nach Minatos Tod schrieben dessen Nachfolger Donato Cupeda (1661–1704) und Pietro Antonio Bernardoni (1672–1714) die Texte. Sie beriefen sich auf Texte der Passion oder des Alten Testaments, die das Leiden und den Tod Christi ankündigten. Die Werke waren mit dunkleren Tonfarben instrumentiert. Verwendet wurden vor allem Violen, Cornetti muti und Fagotte. Ab 1706 unter Kaiser Joseph I. waren die Aufführungen nicht mehr szenisch, sondern wie bei Oratorien nur konzertant. Ab 1715 unter Kaiser Karl VI. wurden sie immer mehr den Oratorien angeglichen.